# Taraxacum subpraticola
Taraxacum subpraticola — вид квіткових рослин з родини айстрових (Asteraceae). Вид зростає в Європі: Данія, Фінляндія, Франція, Німеччина, Нідерланди, Польща, Швеція; це багаторічна рослина помірних біомів.